# Bonětičky
Bonětičky (německy Klein Wonetitz) jsou malá vesnice, část městyse Stráž v okrese Tachov v Plzeňském kraji. Nachází se asi 5,5 kilometru východně od Stráže. Bonětičky jsou také název katastrálního území o rozloze 2,07 km².

## Historie
První písemná zmínka o vesnici pochází z roku 1115.

## Obyvatelstvo
| Rok            | 1869 | 1880 | 1890 | 1900 | 1910 | 1921 | 1930 | 1950 | 1961 | 1970 | 1980 | 1991 | 2001 | 2011 | 2021 |
| -------------- | ---- | ---- | ---- | ---- | ---- | ---- | ---- | ---- | ---- | ---- | ---- | ---- | ---- | ---- | ---- |
| Počet obyvatel | 96   | 85   | 95   | 103  | 83   | 98   | 101  | 44   | 47   | 30   | 28   | 20   | 24   | 28   | 29   |
| Počet domů     | 18   | 18   | 18   | 18   | 19   | 19   | 18   | 15   | 15   | 6    | 7    | 7    | 8    | 8    | 8    |

## Obecní správa
Při sčítání lidu v letech 1850–1899 Bonětičky byly osadou obce Bonětice v okrese Tachov. V letech 1900–1920 byly osadou obce Velké Bonětice v okrese Tachov. V letech 1921–1960 byly znovu osadou obce Bonětice v okrese Tachov. V letech 1961–1976 byly částí obce Olešná v okrese Tachov. Od 30. dubna 1976 jsou částí městyse Stráž v okrese Tachov.